# Сенино (Чеховский район)
Сенино — деревня в Чеховском районе Московской области, в составе муниципального образования сельское поселение Стремиловское (до 28 февраля 2005 года входила в состав Стремиловского сельского округа), деревня связана автобусным сообщением с райцентром и соседними населёнными пунктами.

## Население
| 2002 | 2006 | 2010 |
| ---- | ---- | ---- |
| 83   | ↘82  | ↘79  |

## География
Сенино расположено примерно в 9 км на юго-запад от Чехова, на безымянном правом притоке реки Сухая Лопасня (правый приток Лопасни), высота центра деревни над уровнем моря — 175 м. На 2016 год в Сенино зарегистрированы 11 улиц и 4 садовых товарищества.
Деревянная Рождественская церковь в Сенино известна со 2-й половины XVIII века, к 1815 году был построен кирпичный ротондальный храм в стиле классицизма с трапезной и колокольней. Закрыт в 1930-х годах, в 1996 году возвращён верующим.

## Достопримечательности

### Храм Рождества Христова
Приходской храм Подольской епархии Русской православной церкви построенный в 1814 году. Здание храма является объектом культурного наследия и находится под охраной государства. В настоящее время храм действует, проводятся богослужения.

### Памятник погибшим войнам
В деревне находится памятник погибшим войнам в Великую Отечественную войну.